# エランギス・ファスツオサ

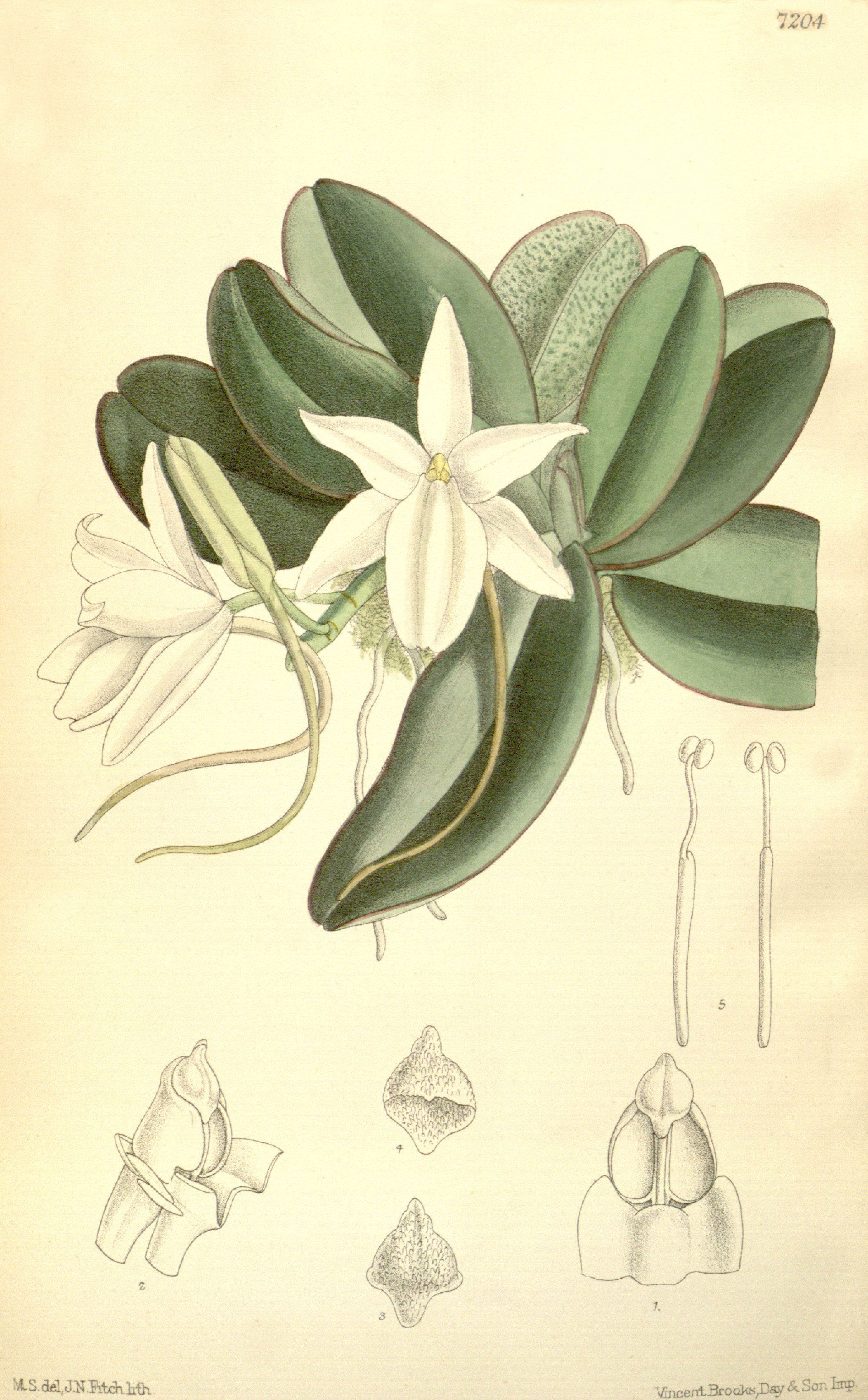
図版

エランギス・ファスツオサ Aerangis fastuosa はラン科植物の1つ。比較的大きくて白い花を少数つける。

## 特徴
着生植物。茎はごく短い。葉は3-6枚あり、倒卵形から長楕円形で長さ2-8cm、先端は二つに割れ、左右は不均等となっている。葉質は厚く、6-10枚を生じる。花茎は茎から脇に出て長さ5cm、あるいはそれ以上に伸び、2-6花をつける。いずれにせよ、花茎はさほど伸びず、花は株際に咲く。花は径4-5cm。香りがある。花期は秋。萼片、側花弁は倒披針形から卵状長楕円形、芯弁は舌状長楕円形で先が尖る。また距は長さ6-7cmと長く、らせん状になってしばしば赤みが差す。

## 分布
マダガスカル島に分布し、標高100-1500mの地域に生育する。

## 利用
洋ランとして栽培される。花の美しいものとして評価が高い。